# Treno rapido
Treno rapido (individuato dalla sigla R sull'orario ferroviario) è stata una categoria di servizio delle Ferrovie dello Stato, operante su distanze medio-lunghe con poche fermate intermedie.
Non va confuso col treno regionale, che condivide col rapido la sigla R.

## Storia
La categoria di treno rapido nacque nel 1931 per venire incontro alle categorie di viaggiatori più abbienti che intendevano recarsi nelle località di lavoro o trasferirsi per affari nelle capitali o nelle città più importanti. Nelle linee a traffico più intenso i treni rapidi erano spesso costituiti da convogli di carrozze di 1ª classe e vetture ristorante. In seguito venne aggiunta anche la seconda classe. Su alcune linee ferroviarie vennero realizzati anche con automotrici singole o a comando multiplo e a tale scopo, nel dopoguerra, vennero usate soprattutto ALn 990 e in seguito ALn 773 ed 873.
L'immissione in servizio degli elettrotreni ETR 200 alla fine degli anni trenta e degli ETR 300 nonché del Binato Breda negli anni cinquanta e successivamente delle elettromotrici ALe 601 fornì per la categoria materiale rotabile di prim'ordine.
Per la trazione dei treni rapidi vennero di massima utilizzate le migliori e più veloci locomotive a vapore ed elettriche.
I treni Rapidi di maggior lusso e comodità sono stati i Trans Europ Express che hanno effettuato servizio per 30 anni (dal 1957 al 1987) in sette paesi europei, tra cui l'Italia. Erano treni di sola prima classe, con servizio ristorante e aria condizionata, per i quali fu costruito materiale rotabile apposito, con livrea unificata (rosso/giallo) e velocità di 200 km/h.
La categorizzazione di rapido rimase in uso fino alla fine degli anni ottanta quando venne gradualmente sostituita dalla categoria più internazionale di InterCity. Dalla fine degli anni '90 la categoria di treni più veloci si chiama Eurocity in Europa ed Eurostar Italia in Italia e dal 1997 la categoria tecnica di maggior valore su Rete Ferroviaria Italiana (RFI) è chiamata EuroStar (sigla: ES*) cui appartengono i treni commerciali Frecciarossa, Frecciargento e Frecciabianca di Trenitalia e Italo di Nuovo Trasporto Viaggiatori; il nome  InterCity resta, ma è attribuito a categoria di treni inferiore come qualità del materiale rotabile, velocità e con maggior numero di fermate.